# Phoebe Dynevor
Phoebe Dynevor (Manchester, 17 april 1995) is een Brits actrice.

## Carrière
Dynevor speelde voornamelijk rollen in kleinere series en geraakte bij het grote publiek bekend als "Daphne Bridgerton" uit Bridgerton waarvoor ze twee nominaties ontving. In 2021 speelde ze de rol van Clarice Cliff in de film The Colour Room. In 2023 volgde rollen in Bank of Dave en Fair Play.

## Privéleven
Ze is de dochter van actrice Sally Dynevor (voorheen Sally Whittaker) en scenarioschrijver Tim Dynevor.

## Filmografie

### Films
| Jaar | Film            | Rol           |
| ---- | --------------- | ------------- |
| 2021 | The Colour Room | Clarice Cliff |
| 2023 | Bank of Dave    | Alexandra     |
| 2023 | Fair Play       | Emily         |

### Series
| Jaar      | Serie           | Rol               | Extra   |
| --------- | --------------- | ----------------- | ------- |
| 2009-2010 | Waterloo Road   | Siobhan Mailey    | 20 afl. |
| 2011      | Monroe          | Phoebe Cormack    | 1 afl.  |
| 2012-2013 | Prisoners Wives | Lauren            | 10 afl. |
| 2014      | The Village     | Phoebe Rundle     | 6 afl.  |
| 2015      | The Musketeers  | Camille           | 1 afl.  |
| 2015-2016 | Dickensian      | Martha Cratchit   | 11 afl. |
| 2017-2018 | Snatch          | Lotti Mott        | 21 afl. |
| 2017-2019 | Younger         | Clare             | 11 afl. |
| 2020-2022 | Bridgerton      | Daphne Bridgerton | 22 afl. |
| 2022      | Ten Percent     | zichzelf          | 1 afl.  |

### Prijzen en nominaties
| Jaar | Prijs                      | Categorie                                                | Film/Serie | Resultaat   |
| ---- | -------------------------- | -------------------------------------------------------- | ---------- | ----------- |
| 2021 | Satellite Awards           | Best Actress in a Series, Drama/Genre                    | Bridgerton | Genomineerd |
| 2021 | Screen Actors Guild Awards | Outstanding Performance by an Ensemble in a Drama Series | Bridgerton |             |

- Library of Congress Control Number: no2018164262
- Virtual International Authority File: 1903154441726935460008
- WorldCat: E39PBJwtqfdggqD4TFVr7pkCcP